# Eoparargyractis floridalis
Eoparargyractis floridalis is een vlinder uit de familie van de grasmotten (Crambidae), uit de onderfamilie van de Acentropinae. De wetenschappelijke naam van deze soort is voor het eerst gepubliceerd in 1956 door William Harry Lange.
De soort komt voor in het zuidoosten van de Verenigde Staten.